# Убераба (мікрорегіон)

Убераба на карті штату Мінас-Жерайс

Убераба (порт. Microrregião de Uberaba) — мікрорегіон у Бразилії, входить у штат Мінас-Жерайс. Складова частина мезорегіона Тріангулу-Мінейру-і-Алту-Паранаїба. Населення становить 333 696 осіб на 2007 рік. Займає площу 9 360,856 км². Густота населення — 34,9 ос./км².

## Склад мікрорегіону
До складу мікрорегіону включені наступні муніципалітети:
1. Кампу-Флориду
2. Консейсан-дас-Алагоас
3. Конкіста
4. Делта
5. Убераба
6. Веисіму
7. Агуа-Комприда

| Бразилія | Це незавершена стаття з географії Бразилії. Ви можете допомогти проєкту, виправивши або дописавши її. |